# Strategic Command 2: Blitzkrieg
Strategic Command 2: Blitzkrieg (дословно рус. Стратегическое командование: Блицкриг, в России известна как Стратегия победы 2: Молниеносная война) — компьютерная игра, смесь пошаговой стратегии и варгейма, разработанная компанией Fury Software и изданная Battlefront.com 28 апреля 2006 года. «Strategic Command 2: Blitzkrieg» является второй игрой серии Strategic Command, сиквелом к Strategic Command: European Theater.
На территории России игра «Strategic Command 2: Blitzkrieg» была издана компанией Акелла 25 декабря 2006 года под названием «Стратегия победы 2: Молниеносная война».
Действия игры разворачиваются во время Второй мировой войны, во время кампании игрок командует войсками и сил Оси, и сил союзников. Действия в основном проходят на Европейском театре военных действий Второй мировой войны.
По сравнению с оригиналом, в «Strategic Command 2: Blitzkrieg» присутствуют погодные условия, новые типы войск и дипломатические отношения.
К «Strategic Command 2: Blitzkrieg» были выпущены два дополнения. Первое — «Weapons and Warfare» — вышло в 2007 году и добавило новых юнитов, правила боя, более глубокую модель погоды, дополнительные типы ландшафта и симуляцию автомобильных и железных дорог. Второе дополнение — «Patton Drives East» — вышло в 2008 году и добавляет новую кампанию и сценарии, некоторые из которых, впервые за всю историю серии, разворачиваются после Второй мировой войны или вообще вымышлены.
23 апреля 2010 г. 1C / Snowball Studios издаст в России игру «Strategic Command. Неизвестная война», которая представляет собой оригинальную «Strategic Command 2: Blitzkrieg» вместес двумя вышедшими дополнениями и всеми патчами.

## Игровой процесс
В игре есть более 20 кампаний, охватывающих самые интересные военные операции 1939—1948 и 1974 годов: Восточный фронт, война в Северной Африке, высадка в Нормандии и многое другое, включая альтернативные исторические сценарии.
Для игры доступны 63 страны. Можно встать на сторону Антигитлеровской коалиции, стран Оси или оставаться нейтральной стороной, в надежде избежать вовлечения в мировую войну.
Стратегия представляет более 350 видов войск, включая подразделения коммандос, ракетные войска, партизанские части и многие другие.
Кроме того, в игре есть множество факторов, влияющих на успешный исход наступательных и оборонительных операций: контроль над шоссе и железнодорожными путями, особенности ландшафта и климатического пояса, погодных условий.
Присутствует возможность многопользовательской игры по сети: PBEM и HotSeat.

## Отзывы прессы
Сайт Absolute Games написал довольно негативную рецензию на игру, поставив ей оценку в 39 % со статусом «плохо» и сделав итог, что «Strategic Command 2: Blitzkrieg так же безнадежно плоха, как и её предшественница».
Сайт Metacritic просуммировал оценки пяти рецензий на игру в игровой прессе и выставил игре рейтинг в 64 %.